# Бах, Иоганн Себастьян
Иога́нн Себастья́н Бах (нем. Johann Sebastian Bach, произношение: [ˈjoːhan zeˈbasti̯an ˈbax] (слушать)о файле; 21 [31] марта 1685, Эйзенах, Саксен-Эйзенах — 28 июля 1750 [н. ст.], Лейпциг, Саксония, Священная Римская империя) — немецкий композитор, органист, капельмейстер, музыкальный педагог.
Бах — автор более тысячи музыкальных произведений во всех значимых жанрах своего времени (кроме оперы). Творческое наследие Баха интерпретируется как обобщение музыкального искусства барокко. Убеждённый протестант, Бах написал много духовной музыки. Его Страсти по Матфею, Месса h-moll, кантаты, инструментальные обработки протестантских хоралов — признанные шедевры мировой музыкальной классики. Бах известен как великий мастер полифонии, в его творчестве барочная полифония достигла наивысшего расцвета.

## Биография

### Происхождение

Города, в которых жил И. С. Бах

Иоганн Себастьян Бах был младшим, восьмым ребёнком в семье музыканта Иоганна Амброзиуса Баха и Марии Элизабет Леммерхирт. Род Бахов известен своей музыкальностью с начала XVI века: многие предки и родственники Иоганна Себастьяна были профессиональными артистами и музыкантами. В этот период церковь, местные власти и аристократия поддерживали музыкантов, особенно в Тюрингии и Саксонии. Род Бахов был немецкого происхождения, самый отдалённый родоначальник фамилии Фейт Бах был родом из Тюрингии, переселился в Венгрию, но под влиянием религиозных преследований протестантов, начатых там в XVI в., вернулся на родину, с тех пор род Бахов не покидал отечество. Отец Баха, Иоганн Амброзиус, внук Фейта, жил и работал в Эйзенахе (великое герцогство Саксен-Веймарское). В это время в городе насчитывалось около 6000 жителей. Работа Иоганна Амброзиуса включала организацию светских концертов и исполнение церковной музыки.

### Детство
Когда Иоганну Себастьяну было 9 лет, умерла его мать, а через год не стало отца. Мальчика взял к себе старший брат, Иоганн Кристоф, служивший органистом в соседнем Ордруфе. Иоганн Себастьян поступил в гимназию, брат обучал его игре на органе и клавире. Обучаясь в Ордруфе под руководством брата, Бах познакомился с творчеством современных ему южнонемецких композиторов — Пахельбеля, Фробергера и других. Возможно также, что он познакомился с работами композиторов Северной Германии и Франции.
В 15 лет Бах переехал в Люнебург, где в 1700—1703 годах учился в вокальной школе Св. Михаила. Во время учёбы он посетил Гамбург — крупнейший город в Германии, а также Целле (где в почёте была французская музыка) и Любек, где он имел возможность познакомиться с творчеством знаменитых музыкантов своего времени. К этим же годам относятся и первые произведения Баха для органа и клавира. Кроме пения в хоре, Бах, вероятно, играл на трёхмануальном органе школы и на клавесине. Здесь он получил первые знания по богословию, латыни, истории, географии и физике, а также, возможно, начал учить французский и итальянский языки. В школе Бах имел возможность общаться с сыновьями известных северонемецких аристократов и известными органистами, прежде всего, с Георгом Бёмом в Люнебурге и Рейнкеном в Гамбурге. С их помощью Иоганн Себастьян, возможно, получил доступ к самым большим инструментам из всех, на которых он когда-либо играл. В этот период Бах расширил свои знания о композиторах той эпохи, прежде всего, о Дитрихе Букстехуде, которого он очень уважал.

### Арнштадт и Мюльхаузен (1703—1708)
В январе 1703 года, после окончания учёбы, он получил должность придворного музыканта у веймарского герцога Иоганна Эрнста. Неизвестно точно, что входило в его обязанности, но, скорее всего, эта должность не была связана с композиторской деятельностью. За семь месяцев службы в Веймаре распространилась слава о нём как об исполнителе. Бах был приглашён на должность смотрителя органа в церковь Св. Бонифация в Арнштадте, находящемся в 35 км от Веймара. С этим старейшим немецким городом у семьи Бахов были давние связи.
В августе 1703 года Бах занял пост органиста церкви Св. Бонифация в Арнштадте. Работать ему приходилось три дня в неделю, а жалование было относительно высоким. Кроме того, инструмент поддерживался в хорошем состоянии и был настроен по новой системе, расширявшей возможности композитора и исполнителя. В этот период Бах создал много органных произведений.
Семейные связи и увлечённый музыкой работодатель не смогли предотвратить напряжение между Иоганном Себастьяном и властями, возникшее через несколько лет. Бах был недоволен уровнем подготовки певцов в хоре. Кроме того, в 1705—1706 годах Бах самовольно отлучился в Любек на несколько месяцев, где он познакомился с игрой Букстехуде, что вызвало недовольство властей. Первый биограф Баха Форкель пишет, что Иоганн Себастьян прошёл 50 км пешком, чтобы послушать выдающегося композитора, но сегодня некоторые исследователи подвергают этот факт сомнению.
К тому же начальство предъявило Баху обвинения в «странном хоральном сопровождении», смущавшем общину, и в неумении управлять хором; последнее обвинение, видимо, имело под собой основания.
В 1706 году Бах решает сменить место работы. Ему предложили более выгодную и высокую должность органиста в церкви Св. Власия в Мюльхаузене, крупном городе на севере страны. В следующем году Бах принял это предложение, заняв место органиста Иоганна Георга Але. Его жалование по сравнению с предыдущим было выше, а выучка певчих — лучше.
Четыре месяца спустя, 17 октября 1707 года, Иоганн Себастьян женился на своей кузине Марии Барбаре из Арнштадта. Впоследствии у них родилось семеро детей, трое из которых умерли в детстве. Двое из выживших — Вильгельм Фридеман и Карл Филипп Эммануил — стали впоследствии известными композиторами.
Городские и церковные власти Мюльхаузена были довольны новым служащим. Они без раздумий одобрили его план реставрации церковного органа, требующий больших затрат, а за публикацию праздничной кантаты «Господь — мой царь», BWV 71 (это была единственная напечатанная при жизни Баха кантата), написанной к инаугурации нового консула[неизвестный термин] и исполненной в церкви Святой Марии, ему дали большое вознаграждение.

### Веймар (1708—1717)

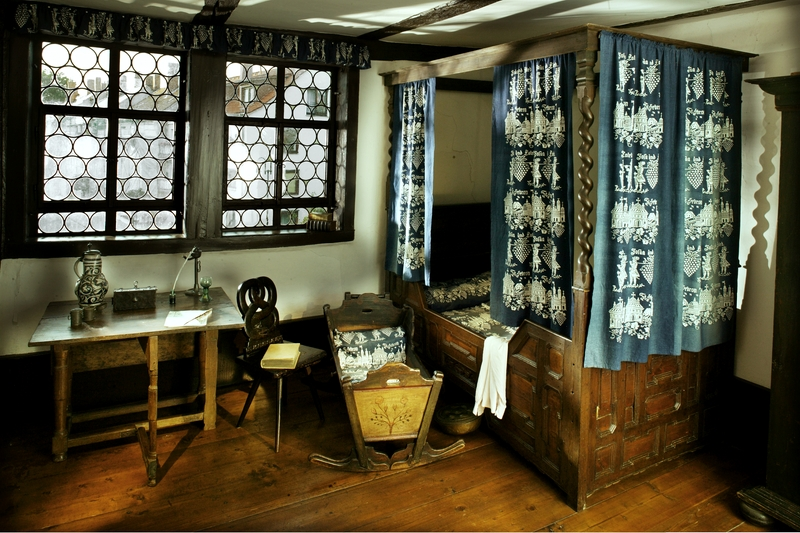
Спальня в доме Баха (Эйзенах)

Проработав в Мюльхаузене около года, Бах вновь сменил место работы, на этот раз получая место придворного органиста и устроителя концертов — намного более высокую позицию, чем прошлая его должность — в Веймаре. Вероятно, факторами, заставившими его сменить место работы, стали высокое жалованье и хорошо подобранный состав профессиональных музыкантов. Семья Баха поселилась в доме всего в пяти минутах ходьбы от герцогского дворца. В следующем году родился первый ребёнок в семье. В это же время к Бахам переехала старшая незамужняя сестра Марии Барбары, которая помогала им вести хозяйство до самой своей смерти в 1729 году. В Веймаре у Баха родились Вильгельм Фридеман и Карл Филипп Эммануил. В 1704 году Бах познакомился со скрипачом фон Вестхофом, который оказал большое влияние на деятельность Баха. Произведения фон Вестхофа вдохновили Баха на создание его сонат и партит для скрипки соло.
В Веймаре начался длительный период сочинения клавирных и оркестровых произведений, в которых талант Баха достиг расцвета. В этот период Бах впитывает музыкальные веяния из других стран. Произведения итальянцев Вивальди и Корелли научили Баха писать драматические вступления, из них Бах почерпнул искусство использования динамичных ритмов и решительных гармонических схем. Бах хорошо изучил работы итальянских композиторов, создавая переложения концертов Вивальди для органа или клавесина. Идею написания переложений он мог позаимствовать у сына своего работодателя, наследного герцога Иоганна Эрнста, композитора и музыканта. В 1713 году наследный герцог вернулся из зарубежной поездки и привёз с собой большое количество нот, которые показал Иоганну Себастьяну. В итальянской музыке наследного герцога (и, как можно видеть из некоторых произведений, самого Баха) привлекало чередование соло (игры одного инструмента) и тутти (игры всего оркестра).
В Веймаре у Баха была возможность играть и сочинять органные произведения, а также пользоваться услугами герцогского оркестра. Во время службы в Веймаре Бах начал работу над «Органной книжечкой» — сборником органных хоральных прелюдий, возможно, для обучения Вильгельма Фридемана. Этот сборник состоит из обработок лютеранских хоралов.
К концу своей службы в Веймаре Бах был уже широко известным органистом и мастером клавесина. К этому времени относится эпизод с Луи Маршаном. В 1717 году в Дрезден приехал известный французский музыкант Луи Маршан. Дрезденский концертмейстер Волюмье решил пригласить Баха и устроить музыкальное состязание между двумя известными клавесинистами, Бах и Маршан согласились. Однако в день соревнования выяснилось, что Маршан (который, видимо, имел перед тем возможность послушать игру Баха) спешно и тайно покинул город; состязание не состоялось, и Баху пришлось играть одному.

### Кётен (1717—1723)

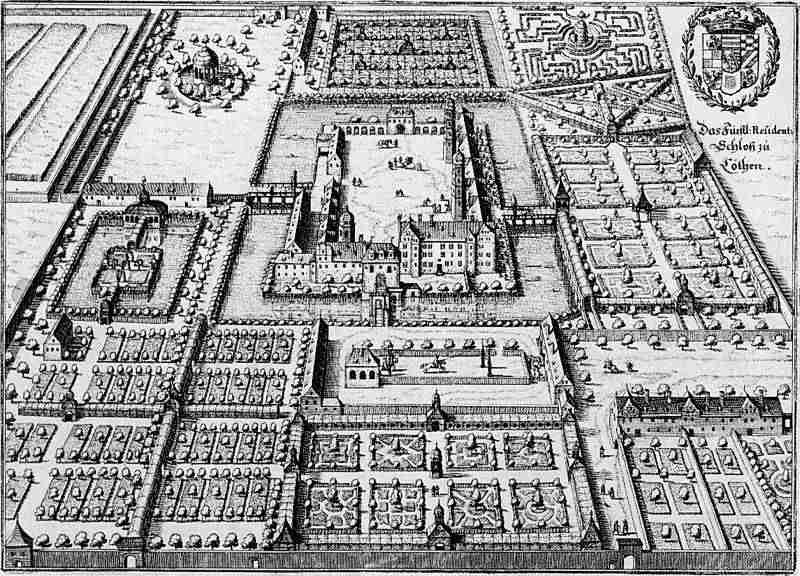
Дворец и сады в Кётене, гравюра из книги «Topographia» Маттеуса Мериана, 1650 год

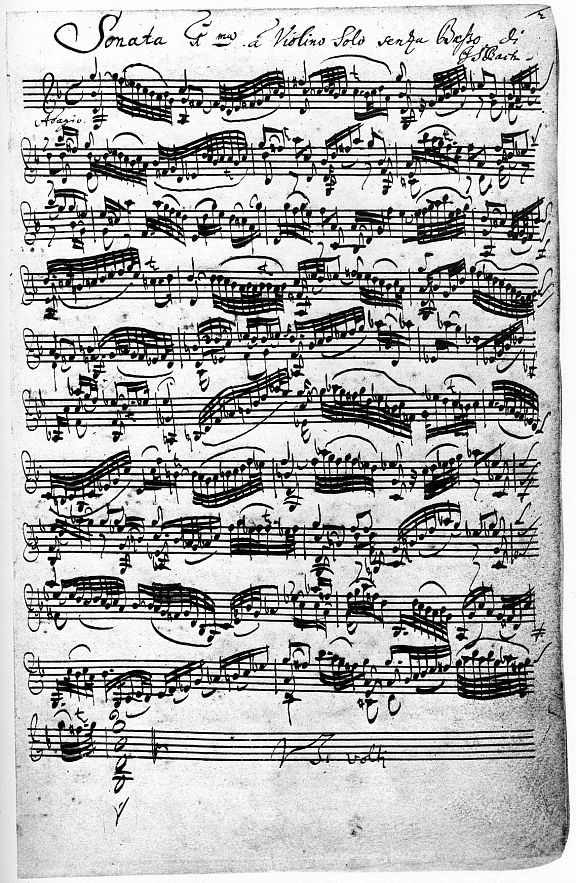
Соната для скрипки соль минор (BWV 1001), рукопись Баха

Через некоторое время Бах опять отправился на поиски более подходящей работы. Старый хозяин не хотел его отпускать, а 6 ноября 1717 года даже арестовал за постоянные просьбы об отставке, но уже 2 декабря отпустил на свободу «с изъявлением немилости».
В конце 1717 года Леопольд, князь Ангальт-Кётенский, нанял Баха на должность капельмейстера. Князь — сам будучи музыкантом — ценил талант Баха, хорошо ему платил и предоставлял большую свободу действий. Однако князь был кальвинистом и не приветствовал использование утончённой музыки на богослужениях, поэтому большинство кётенских работ Баха были светскими.
Среди прочего, в Кётене Бах сочинил сюиты для оркестра, шесть сюит для виолончели соло, Английские и Французские сюиты для клавира, а также три сонаты и три партиты для скрипки соло. Также в этот период были написаны «Хорошо темперированный клавир» (первый том цикла) и «Бранденбургские концерты».
7 июля 1720 года, во время того, как Бах с князем находился за границей в Карлсбаде, внезапно в 35-летнем возрасте умерла его жена Мария Барбара, оставив четырёх малолетних детей. О её похоронах И. С. Бах узнал по возвращении в Кётен. Свои чувства в связи со смертью жены он фактически выразил в музыкальной форме в чаконе из партиты ре минор для скрипки соло, ставшей в последующем одним из наиболее узнаваемых его произведений.
В следующем 1721 году Бах познакомился с Анной Магдаленой Вильке, молодой двадцатилетней высокоодарённой певицей (сопрано), которая пела при герцогском дворе. Они поженились 3 декабря 1721 года, и у них родилось 13 детей (из которых 7 умерли в детском возрасте).

### Лейпциг (1723—1750)
В феврале 1723 года Бах принял участие в конкурсе на место кантора лейпцигской церкви Св. Фомы, исполнив кантату «Jesus nahm zu sich die Zwölfe» («Иисус взял к себе двенадцать [апостолов]», BWV 22). Поскольку прочие соискатели по тем или иным причинам были отвергнуты, 1 июня Бах вступил в должность кантора хора Святого Фомы, одновременно взяв на себя обязанности учителя школы св. Фомы, заменив на этом посту Иоганна Кунау. В обязанности Баха входило преподавание пения и еженедельное проведение концертов в двух главных церквях Лейпцига, Св. Фомы и Св. Николая. Должность Иоганна Себастьяна предусматривала также преподавание латыни, однако ему было позволено нанимать помощника, делавшего эту работу за него, поэтому преподаванием латыни занимался Пецольд за 50 талеров в год. Бах получил должность «музыкального руководителя» (нем. Musikdirektor) всех церквей города: в его обязанности входил подбор исполнителей, наблюдение за их обучением и выбор музыки для исполнения. Во время работы в Лейпциге композитор неоднократно вступал в конфликты с городской администрацией.
Первые шесть лет жизни в Лейпциге оказались очень продуктивными: Бах сочинил до 5 годовых циклов кантат (два из них, по всей вероятности, были утеряны). Большинство этих произведений написаны на евангельские тексты, которые читались в лютеранской церкви каждое воскресенье и по праздникам в течение всего года; многие (такие как «Wachet auf! Ruft uns die Stimme» или «Nun komm, der Heiden Heiland») основываются на традиционных церковных песнопениях — лютеранских хоралах.
Во время исполнения Бах, по-видимому, сидел за клавесином или стоял перед хором на нижней галерее под органом; на боковой галерее справа от органа располагались духовые инструменты и литавры, слева находились струнные. Городской совет предоставлял в распоряжение Баха только около 8 исполнителей, и это часто становилось причиной споров между композитором и администрацией: Баху приходилось самому нанимать до 20 музыкантов, чтобы исполнять оркестровые произведения. На органе или клавесине играл обычно сам композитор; если он руководил хором, то это место занимал штатный органист или один из старших сыновей Баха.
Сопрано и альтов Бах набирал из числа учащихся мальчиков, а теноров и басов — не только из школы, но и со всего Лейпцига. Кроме регулярных концертов, оплачиваемых городскими властями, Бах со своим хором подрабатывали исполнением на свадьбах и похоронах. Предположительно, именно для этих целей были написаны как минимум 6 мотетов. Частью его обычной работы в церкви было исполнение мотетов композиторов венецианской школы, а также некоторых немцев, например, Шютца; во время сочинения своих мотетов Бах ориентировался на произведения этих композиторов.

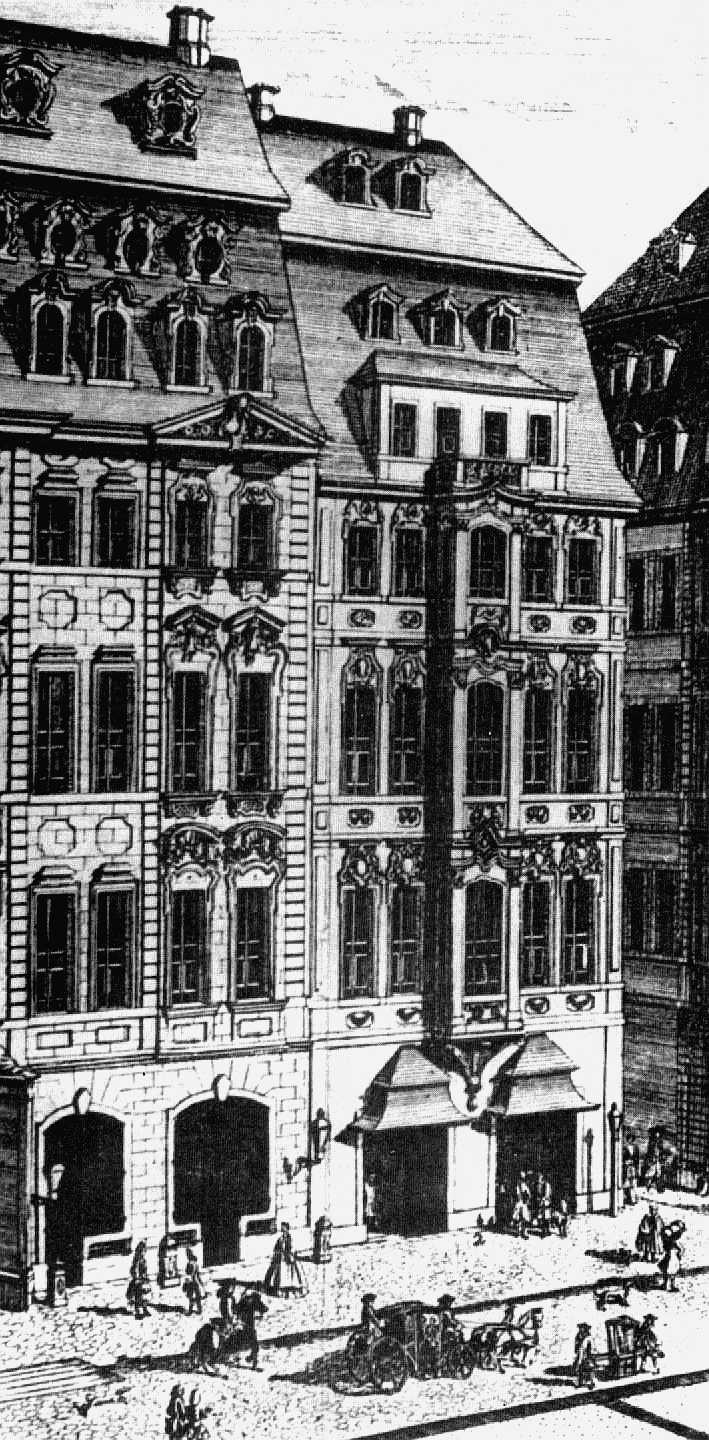
Кофейня Циммермана, где Бах часто давал концерты

Сочиняя кантаты бо́льшую часть 1720-х годов, Бах собрал обширный репертуар для исполнения в главных церквях Лейпцига. Со временем ему захотелось сочинять и исполнять больше светской музыки. В марте 1729 года Иоганн Себастьян стал руководителем Музыкальной коллегии (Collegium Musicum) — светского ансамбля, существовавшего ещё с 1701 года, когда его основал старый друг Баха Георг Филипп Телеман. В то время во многих крупных немецких городах одарённые и активные студенты университетов создавали подобные ансамбли. Такие объединения играли всё бо́льшую роль в общественной музыкальной жизни; их часто возглавляли известные профессиональные музыканты. В течение почти всего года Музыкальная коллегия дважды в неделю устраивала двухчасовые концерты в кофейне Циммермана, располагавшейся недалеко от рыночной площади. Владелец кофейни предоставил музыкантам большой зал и приобрёл несколько инструментов. Многие из светских произведений Баха, датированных 1730—1750-ми годами, были сочинены именно для исполнения в кофейне Циммермана. К числу таких произведений принадлежат, например, «Кофейная кантата» и, возможно, клавирные пьесы из сборников «Clavier-Übung», а также многие концерты для виолончели и клавесина.
В этот же период Бах написал части Kyrie и Gloria знаменитой Мессы си минор (остальные части Мессы были написаны много позже). Вскоре Бах добился назначения на должность придворного композитора; по-видимому, он долго добивался этого высокого поста, который был веским аргументом в его спорах с городскими властями. Хотя вся месса целиком никогда не исполнялась при жизни композитора, сегодня многие считают её одним из лучших хоровых произведений всех времён.
В 1747 году Бах посетил двор прусского короля Фридриха II, где король предложил ему музыкальную тему и попросил тут же что-нибудь на неё сочинить. Бах был мастером импровизации и сразу исполнил трёхголосную фугу. Позже он сочинил целый цикл вариаций на эту тему и послал его в подарок королю. Цикл состоял из ричеркаров, канонов и трио, основанных на продиктованной Фридрихом теме. Этот цикл был назван «Музыкальным приношением».

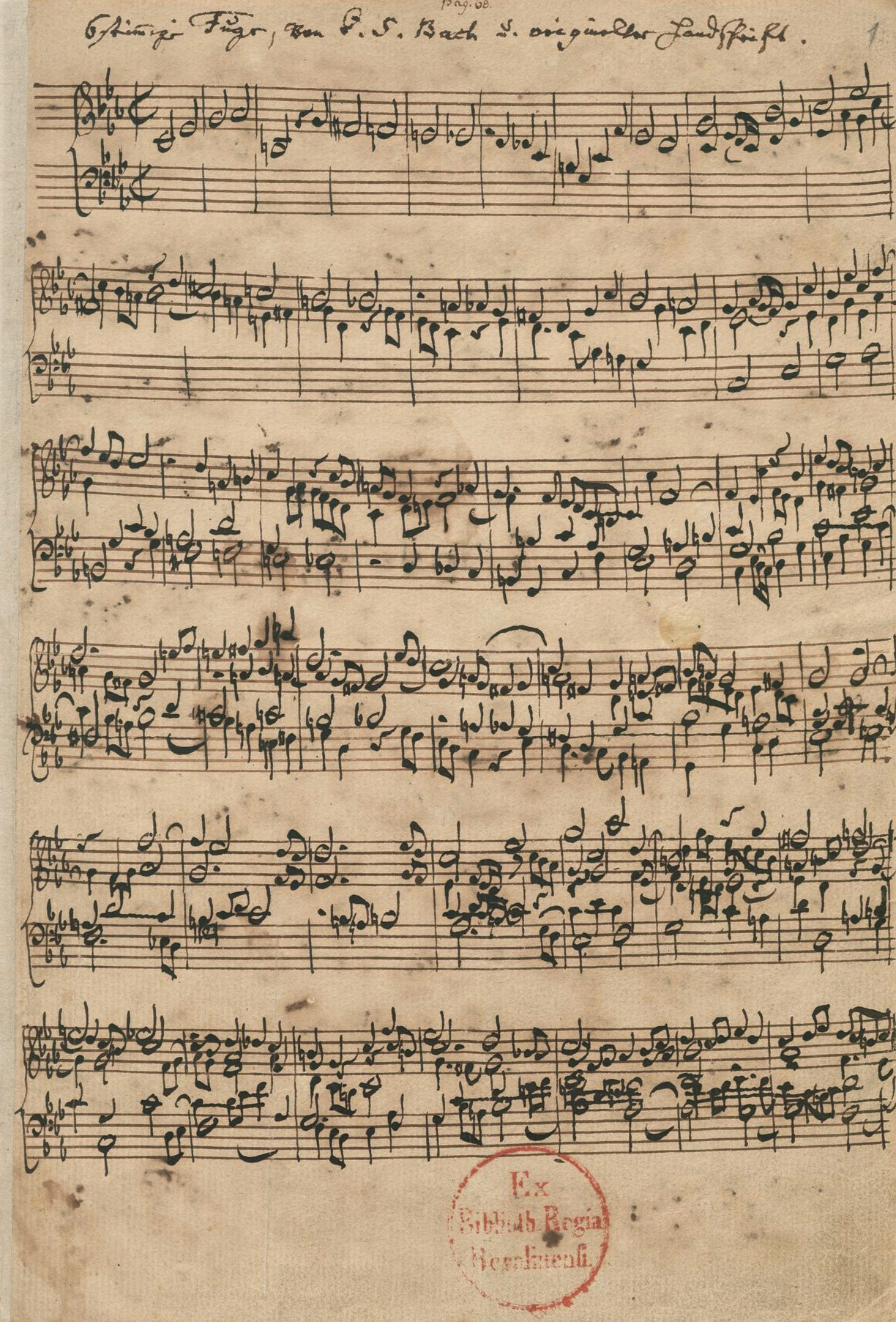
Начало шестиголосной фуги из «Музыкального приношения», автограф Баха

Другой крупный цикл, «Искусство фуги», не был завершён Бахом, несмотря на то, что написан он был, скорее всего, задолго до его смерти (по современным[когда?] исследованиям — до 1741 г.). При жизни он ни разу не издавался. Цикл состоит из 18 сложных фуг и канонов, основанных на одной простой теме. В этом цикле Бах использовал весь свой богатейший опыт написания полифонических произведений. После смерти Баха «Искусство фуги» было опубликовано его сыновьями, вместе с хоральной прелюдией BWV 668, которую часто ошибочно называют последней работой Баха — в действительности она существует как минимум в двух версиях и представляет собой переработку более ранней прелюдии на ту же мелодию, BWV 641.
Со временем зрение Баха становилось всё хуже. Тем не менее, он продолжал сочинять музыку, диктуя её своему зятю Альтникколю. В 1750 году в Лейпциг приехал английский офтальмолог Джон Тейлор, которого многие[кто?] современные[когда?] исследователи считают шарлатаном. Тейлор дважды прооперировал Баха, но обе операции оказались неудачными, Бах остался слепым. 18 июля он неожиданно ненадолго прозрел, но уже вечером с ним случился удар. Бах умер 28 июля; возможно, причиной смерти стали осложнения после операций. Оставшееся после него состояние было оценено в более чем 1000 талеров и включало 5 клавесинов, 2 лютневых клавесина, 3 скрипки, 3 альта, 2 виолончели, виолу да гамба, лютню и спинет, а также 52 священные книги.

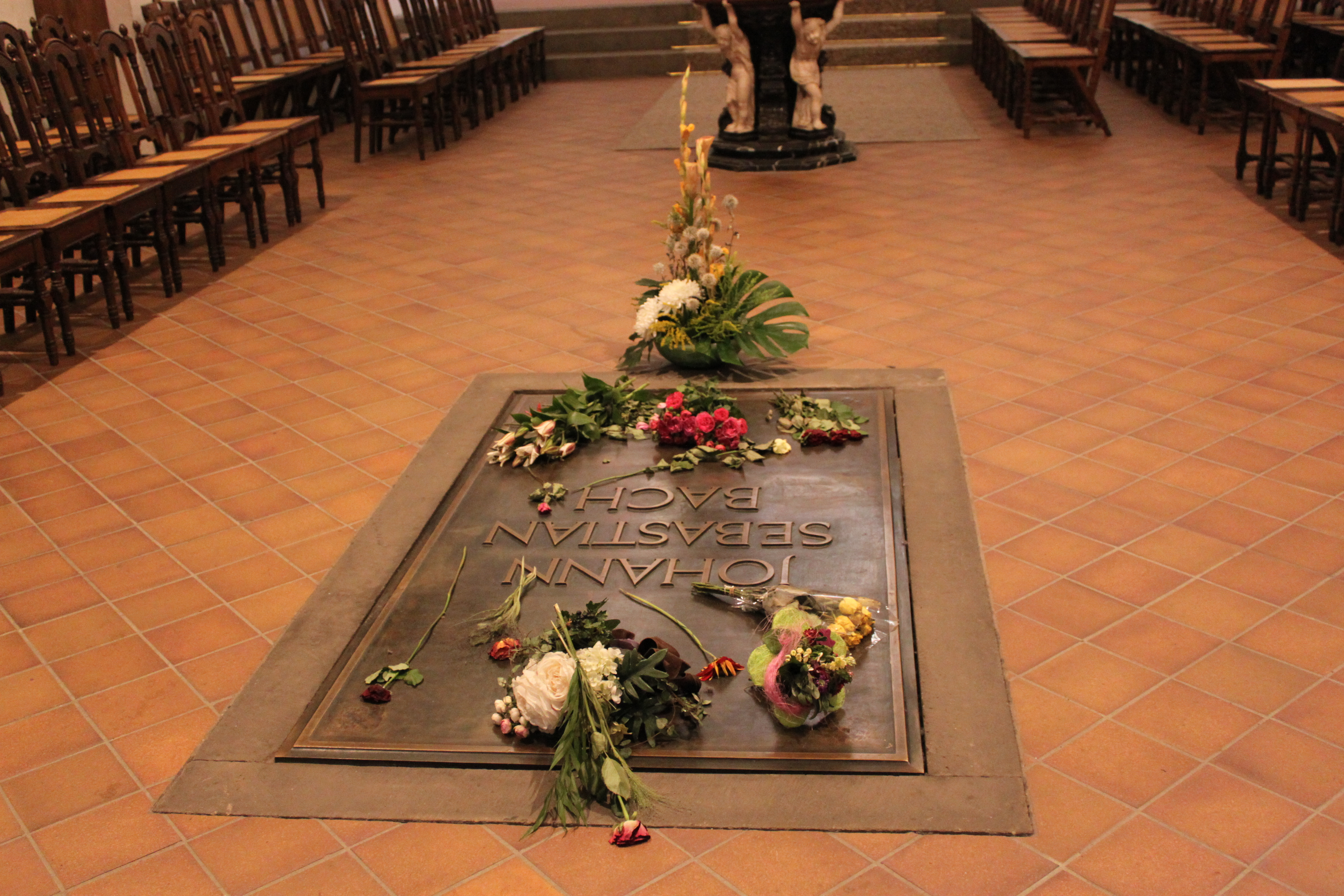
Могила Иоганна Себастьяна Баха в церкви Святого Фомы, Лейпциг, Германия. 9 августа 2011 года.

В течение жизни Бах написал более 1000 произведений. В Лейпциге Бах поддерживал дружеские отношения с университетскими профессорами. Особенно плодотворным было сотрудничество с поэтом Кристианом Фридрихом Хенрици, писавшим под псевдонимом Пикандер. Иоганн Себастьян и Анна Магдалена нередко принимали у себя в доме друзей, членов семьи и музыкантов со всей Германии. Частыми гостями были придворные музыканты из Дрездена, Берлина и других городов, в том числе Телеман, крёстный отец Карла Филиппа Эммануила. Интересно, что Георг Фридрих Гендель, одногодка Баха из Галле, что в 50 км от Лейпцига, никогда не встречался с Бахом, хотя Бах дважды в жизни пытался с ним встретиться — в 1719 и 1729 годах. Судьбы этих двух композиторов, однако, были соединены Джоном Тейлором, который оперировал обоих незадолго до их смерти.
Композитора похоронили на городском кладбище при церкви Св. Иоанна (нем. Johanniskirche) в Лейпциге — одной из двух церквей, где он прослужил 27 лет. Однако вскоре могила затерялась, и лишь в 1894 году останки Баха случайно были найдены во время строительных работ по расширению церкви, где и были перезахоронены в 1900 году. После разрушения этой церкви во время Второй мировой войны прах был перенесён 28 июля 1949 года в церковь Св. Фомы. В 1950 году, который был назван годом И. С. Баха, над местом его захоронения была установлена бронзовая надгробная плита.

## Баховедение
Первым описанием жизни и творчества Баха стала работа, выпущенная в 1802 году Иоганном Форкелем. Составленная Форкелем биография Баха основана на некрологе и рассказах сыновей и друзей Баха. В середине XIX века интерес широкой публики к музыке Баха возрос, композиторы и исследователи начали работу по собиранию, изучению и изданию всех его произведений. Заслуженный пропагандист произведений Баха Роберт Франц опубликовал несколько книг о творчестве композитора. Следующим капитальным трудом о Бахе стала книга Филиппа Шпитты, изданная в 1880 году. В начале XX века опубликовал книгу немецкий органист и исследователь Альберт Швейцер. В этом произведении, кроме биографии Баха, описания и анализа его произведений, много внимания уделяется описанию эпохи, в которую он работал, а также богословским вопросам, связанным с его музыкой. Эти книги были наиболее авторитетными до середины XX века, когда с помощью новых технических средств и тщательных исследований были установлены новые факты о жизни и творчестве Баха, местами вступавшие в противоречие с традиционными представлениями. Так, например, было установлено, что Бах написал некоторые кантаты в 1724—1725 годах (раньше считалось, что это произошло в 1740-е), были найдены неизвестные произведения, а некоторые приписываемые ранее Баху оказались написанными не им. Были установлены некоторые факты его биографии. Во второй половине XX века было написано много работ на эту тему — например, книги Кристофа Вольфа. Также существует работа, называемая мистификацией XX столетия, «Хроника жизни Иоганна Себастьяна Баха, составленная его вдовой Анной Магдаленой Бах», написанная английской писательницей Эстер Мейнел от имени вдовы композитора.

## Творчество
Бах написал более тысячи музыкальных произведений в практически всех известных на тот момент жанрах. Бах не работал лишь в жанре оперы.
Сегодня каждому из известных произведений присвоен номер BWV (сокр. от Bach Werke Verzeichnis — каталог работ Баха). Бах писал музыку для разных инструментов, как духовную, так и светскую. Некоторые произведения Баха являются обработками произведений других композиторов, а некоторые — переработанными версиями своих произведений.

### Органное творчество
Органная музыка в Германии ко времени Баха уже обладала давними традициями, сложившимися благодаря предшественникам Баха — Пахельбелю, Бёму, Букстехуде и другим композиторам, каждый из которых по-своему влиял на него. Со многими из них Бах был знаком лично.
При жизни Бах был больше всего известен как первоклассный органист, преподаватель и сочинитель органной музыки. Он работал как в традиционных для того времени «свободных» жанрах, таких как прелюдия, фантазия, токката, пассакалия, так и в более строгих формах — хоральной прелюдии и фуги. В своих произведениях для органа Бах умело соединял черты разных музыкальных стилей, с которыми он знакомился в течение жизни. На композитора оказала влияние как музыка северогерманских композиторов (Георг Бём, с которым Бах встретился в Люнебурге, и Дитрих Букстехуде в Любеке), так и музыка южногерманских композиторов. Помимо того, Бах копировал сочинения французских и итальянских композиторов, чтобы лучше понять их технику; позже он переложил несколько скрипичных концертов Вивальди для органа. В течение наиболее плодотворного для органной музыки периода (1708—1714) Иоганн Себастьян не только написал много пар прелюдий, токкат и фуг, но и «Органную книжечку» («Orgelbüchlein») — сборник из 46 прелюдий, в котором демонстрировались различные методы и техники инструментальной обработки протестантских хоралов. После отъезда из Веймара Бах стал меньше писать для органа; тем не менее, после Веймара были написаны многие известные произведения, в том числе, 6 трио-сонат, третья часть сборника «Clavier-Übung» и 18 Лейпцигских хоралов. Всю жизнь Бах не только сочинял музыку для органа, но и занимался консультированием при постройке инструментов, проводил экспертизу новых органов и хорошо ориентировался в особенностях их настройки.

### Клавирное творчество
Бах также написал множество произведений для клавесина, многие из которых можно было исполнять и на клавикорде. Многие из этих творений представляют собой энциклопедические сборники, демонстрирующие различные приёмы и методы сочинения полифонических произведений. Наиболее известны:
- «Хорошо темперированный клавир» в двух томах, написанных в 1722 и 1744 годах, — сборник, в каждом томе которого содержится по 24 прелюдии и фуги, по одной на каждую употребительную тональность. Этот цикл имел очень важное значение в связи с переходом на системы настройки инструментов, позволяющие одинаково легко исполнять музыку в любой тональности — прежде всего, к современному[когда?] равномерно темперированному строю. «Хорошо темперированный клавир» заложил основу цикла частей, звучащих во всех тональностях. Также является уникальным примером «цикла в цикле» — каждая прелюдия и фуга тематически и образно сцеплены друг с другом и образуют единый цикл, который всегда исполняется вместе.
- 15 двухголосных и 15 трёхголосных инвенций — небольшие произведения, расположенные в порядке увеличения ключевых знаков. Предназначались (и используются по сей день) для обучения игре на клавишных инструментах.
- Английские сюиты и Французские сюиты. Каждый сборник содержит по 6 сюит, построенных по стандартной схеме (аллеманда, куранта, сарабанда, жига и необязательная часть между последними двумя). В английских сюитах аллеманде предшествует прелюдия, а между сарабандой и жигой присутствует ровно одна часть; во французских сюитах количество необязательных частей увеличивается, а прелюдии отсутствуют.
- Первая и вторая части сборника «Clavier-Übung»[нем.] (букв. «упражнения для клавира»). В первую часть (1731) вошли шесть партит, во вторую (1735) — Увертюра во французском стиле (BWV 831) и Итальянский концерт (BWV 971).
- Гольдберг-вариации (опубликованы в 1741 как четвёртая часть «Clavier-Übung») — мелодия с 30 вариациями. Цикл имеет довольно сложное и необычное строение. Вариации строятся скорее на тональном плане темы, чем на самой мелодии.
- Искусство фуги (серия обработок одной и той же темы в различных полифонических техниках).

### Оркестровая и камерная музыка
Бах писал музыку как для отдельных инструментов, так и для ансамблей. Его произведения для инструментов соло — 3 сонаты и 3 партиты для скрипки соло, BWV 1001—1006, 6 сюит для виолончели, BWV 1007—1012, и партиту для флейты соло, BWV 1013, — многие считают одними из самых глубоких творений композитора. Кроме того, Бах сочинил несколько произведений для лютни соло. Писал он также трио-сонаты, сонаты для солирующих флейты и виолы да гамба, сопровождаемых лишь генерал-басом, а также большое количество канонов и ричеркаров, в основном без указания инструментов для исполнения. Наиболее значимые примеры таких произведений — циклы «Искусство фуги» и «Музыкальное приношение».
Бах написал множество произведений для оркестра и солирующих с ним инструментов. Одни из самых известных — «Бранденбургские концерты». Они были так названы, потому что Бах, послав их маркграфу Христиану Людвигу Бранденбург-Шведтскому в 1721 году, думал получить работу при его дворе; эта попытка оказалась безуспешной. Эти шесть концертов написаны в жанре кончерто гроссо. Оркестровые шедевры Баха включают два скрипичных концерта (BWV 1041 и 1042), концерт для 2 скрипок ре минор BWV 1043, так называемый «тройной» ля-минорный концерт (для флейты, скрипки, клавесина, струнных и basso continuo) BWV 1044 и концерты для клавиров и камерного оркестра: семь для одного клавира (BWV 1052—1058), три — для двух (BWV 1060—1062), два — для трёх (BWV 1063 и 1064) и один — ля минорный BWV 1065 — для четырёх клавесинов. В наше время эти концерты с оркестром часто исполняются на фортепиано, поэтому их иногда называют «фортепианными» концертами Баха, но не стоит забывать, что во времена Баха фортепиано не было. Кроме концертов, Бах сочинил четыре оркестровые сюиты (BWV 1066—1069), отдельные части которых в наше время широко популярны, особенно последняя часть Второй сюиты (так называемая «Шутка» — излишне дословный перевод жанра Скерцо) и II часть Третьей сюиты  («Ария»).

### Вокальные произведения

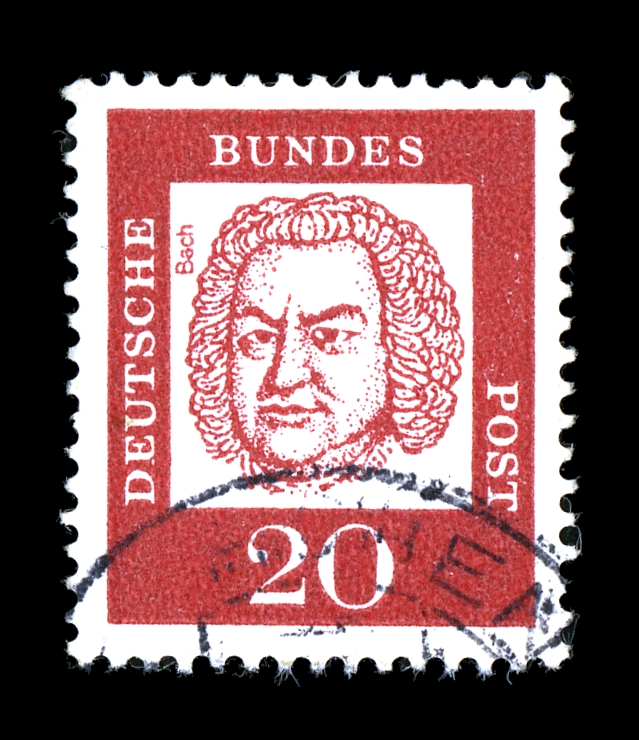
Почтовая марка ФРГ, посвящённая И. С. Баху, 1961, 20 пфеннигов (Скотт 829)

- Кантаты. В течение долгого периода своей жизни каждое воскресенье Бах в церкви Св. Фомы руководил исполнением кантаты, тема которой выбиралась согласно лютеранскому церковному календарю. Хотя Бах исполнял и кантаты других композиторов, в Лейпциге он сочинил как минимум три полных годовых цикла кантат, по одной на каждое воскресенье года и каждый церковный праздник. Кроме того, он сочинил некоторое количество кантат в Веймаре и Мюльхаузене. Всего Бахом было написано более 300 кантат на духовную тематику, из которых около 200 дошли до наших дней. Кантаты Баха сильно различаются по форме и инструментовке. Некоторые из них написаны для одного голоса, некоторые — для хора; некоторые требуют для исполнения большого оркестра, а некоторые — всего несколько инструментов. Однако наиболее часто используемая модель такова: кантата открывается торжественным хоровым вступлением, затем чередуются речитативы и арии для солистов или дуэтов, а завершается всё хоралом. В качестве речитатива обычно берутся те же слова из Библии, что читаются на этой неделе по лютеранским канонам. Завершающий хорал часто предвосхищается хоральной прелюдией в одной из средних частей, а также иногда входит во вступительную часть в виде cantus firmus. Среди популярных церковных кантат  «Christ lag in Todesbanden» (BWV 4), «Ein’ feste Burg» (BWV 80), «Wachet auf, ruft uns die Stimme» (BWV 140) и «Herz und Mund und Tat und Leben» (BWV 147). Кроме того, Бах сочинил и некоторое количество светских кантат, обычно приуроченных к каким-либо событиям, например, к свадьбе. Среди популярных светских кантат — «Кофейная» (BWV 211) и «Крестьянская» (BWV 212).
- Пассионы, или страсти. Страсти по Иоанну (1724) и Страсти по Матфею (ок. 1727) — произведения для хора и оркестра на евангельскую тему страданий Христа, предназначенные для исполнения на вечернях в Страстную пятницу в церквях Св. Фомы и Св. Николая. Страсти по Матфею (наряду с Мессой h-moll) — наиболее масштабное сочинение Баха.
- Оратории и магнификат. Наиболее известна Рождественская оратория (1734) — цикл из 6 кантат для исполнения во время рождественского периода литургического года. Пасхальная оратория (1734—1736) и Магнификат (1730; первая редакция 1723) представляют собой скорее обширные и тщательно проработанные кантаты и имеют меньший размах, чем Рождественская оратория или пассионы.
- Мессы. Наиболее известная и значимая месса Баха — месса си минор (закончена в 1749 году), представляющая собой полный цикл ординария. В эту мессу, как и во многие другие произведения композитора, вошли переработанные ранние сочинения. Месса никогда не исполнялась целиком при жизни Баха — впервые это произошло только в XIX веке. Кроме того, эта музыка не исполнялась по назначению из-за несоответствия лютеранскому канону (в который входили только Kyrie и Gloria), а также из-за длительности звучания (около 2 часов). Кроме мессы си минор, Бах написал 4 короткие двухчастные мессы (Kyrie и Gloria), а также отдельные части (Sanctus и Kyrie).

Другие вокальные произведения Баха включают несколько мотетов, около 180 хоралов, песни и арии.

## Особенности исполнения баховских произведений
Сегодня исполнители музыки Баха разделены на два лагеря: предпочитающих аутентичное исполнение (или «исторически ориентированное исполнение»), то есть с использованием инструментов и методов эпохи Баха, и исполняющих Баха на современных инструментах. Во времена Баха не было таких больших хоров и оркестров, как, например, во времена Брамса, и даже наиболее масштабные его произведения — такие, как месса си минор и пассионы, не предполагают исполнение большими коллективами. Кроме того, в некоторых камерных произведениях Баха вообще не указана инструментовка, поэтому сегодня известны очень разные версии исполнения одних и тех же произведений. В органных произведениях Бах почти никогда не указывал регистровку и смену мануалов. Из струнных клавишных инструментов Бах предпочитал клавикорд; сейчас же чаще для исполнения его музыки употребляются клавесин или фортепиано. Бах встречался с И.Г. Зильберманом и обсуждал с ним устройство его нового инструмента, внеся вклад в создание фортепиано. Музыка Баха для одних инструментов часто перекладывалась для других, например, Бузони переложил некоторые органные произведения для фортепиано (хоралы и другие). Очень важной вехой в пианистической и музыковедческой практике является его популярная редакция «Хорошо темперированного клавира» — возможно, самая используемая ныне редакция этого произведения.
В популяризацию музыки Баха в XX веке внесли свой вклад многочисленные «облегчённые» и «осовремененные» версии его произведений. Среди них — широко известные сегодня мелодии, исполненные Swingle Singers, и запись Венди Карлоса 1968 года «Switched-On Bach», где использовался недавно изобретённый синтезатор. Обрабатывали музыку Баха и джазовые музыканты — такие, как Жак Лусье. Обработку Гольдберг-вариаций в стиле нью-эйдж исполнил Джоэль Шпигельман.[значимость факта?]

## Судьба музыки Баха

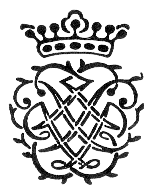
Личная печать Баха

Вопреки распространённому мифу, Бах после смерти не был забыт. Правда, это касалось произведений для клавира: его сочинения исполнялись и издавались, использовались в дидактических целях. В церкви продолжали звучать произведения Баха для органа, в постоянном обиходе были органные гармонизации хоралов. Кантатно-ораториальные сочинения Баха звучали редко (хотя ноты бережно сохранялись в церкви св. Фомы), как правило, по инициативе Карла Филиппа Эммануила Баха.
В последние годы жизни и после смерти Баха его известность как композитора стала уменьшаться: его стиль считали старомодным по сравнению с расцветающим классицизмом. Его больше знали и помнили как исполнителя, педагога и отца Бахов-младших, в первую очередь Карла Филиппа Эммануила, музыка которого была известнее.
Однако многие крупные композиторы, например Моцарт и Бетховен, знали и любили творчество Иоганна Себастьяна Баха. Их воспитывали на произведениях Баха с самого детства. Однажды при посещении Школы Св. Фомы Моцарт услышал один из мотетов (BWV 225) и воскликнул: «Здесь есть чему поучиться!» — после чего, попросив ноты, долго и упоённо изучал их.
Бетховен очень ценил музыку Баха. В детстве он играл прелюдии и фуги из «Хорошо темперированного клавира», а позже называл Баха «истинным отцом гармонии» и говорил, что «не Ручей, а Море ему имя» (слово Bach по-немецки значит «ручей»). Влияние Баха проявлялось как на уровне идей, выбора жанров, так и в некоторых полифонических фрагментах бетховенских произведений.
Биография, написанная в 1802 году Иоганном Николаусом Форкелем, подстегнула интерес широкой публики к его музыке. Всё больше людей открывали для себя его музыку. Например, Гёте, довольно поздно в своей жизни познакомившийся с его произведениями (в 1814 и 1815 годах в городе Бад-Берка были исполнены некоторые его клавирные и хоровые сочинения), в письме 1827 года сравнил ощущение от музыки Баха с «вечной гармонией в диалоге с самой собой».
В первые десятилетия XIX века продвижением баховской хоровой музыки активно занимался директор Берлинской певческой академии К. Ф. Цельтер, а также его ученик и преемник на посту директора К. Ф. Рунгенхаген. Уже в 1811 году Цельтер ввёл Мессу си минор в концертный обиход. Силами академии под управлением Ф. Мендельсона впервые после смерти Баха были исполнены «Страсти по Матфею». Премьера, которая прошла в Берлине 11 марта 1829 года, имела такой успех, что концерт был повторён в день рождения Баха. «Страсти по Матфею» прозвучали также в других городах — во Франкфурте, Дрездене, Кёнигсберге. Гегель, посетивший концерт, позже назвал Баха «великим, истинным протестантом, сильным и, так сказать, эрудированным гением, которого мы только недавно вновь научились ценить в полной мере». В 1835 году в Берлине состоялось и первое (без купюр, в два вечера) исполнение Мессы си минор — музыкантами Певческой академии под управлением Рунгенхагена.
В 1850 году было основано Баховское общество, целью которого являлись сбор, изучение и распространение произведений Баха. В последующие полвека этим обществом была проведена значительная работа по составлению и публикации корпуса произведений композитора.
В России начала XIX века как знатоки и исполнители музыки Баха особенно выделяются ученица Фильда Мария Шимановская и Александр Грибоедов.
В XX веке продолжилось осознание музыкальной и педагогической ценности его сочинений. Интерес к музыке Баха породил новое движение среди исполнителей: широкое распространение получила идея аутентичного исполнения. Такие исполнители, например, используют клавесин вместо современного[когда?] фортепиано и хоры меньшего размера, чем это было принято в XIX и начале XX века, желая в точности воссоздать музыку баховской эпохи.
Некоторые композиторы выражали своё почтение Баху, включая в темы своих произведений мотив BACH (си-бемоль — ля — до — си в немецкой буквенной нотации). Например, Лист написал прелюдию и фугу на тему BACH, а Шуман написал 6 фуг на ту же тему. Из творчества современных[когда?] композиторов на эту же тему можно назвать «Вариации на тему BACH» Романа Леденёва. Эту же тему нередко использовал и сам Бах, например, в XIV контрапункте из «Искусства фуги».[значимость факта?]
Композиторы нередко использовали темы из произведений Баха. К примеру, прелюдия и фуга № 1 из ХТК I послужила Шарлю Гуно основой для AVE MARIA Баха-Гуно, прелюдия № 10 (ХТК I)  Александру Зилоти – вариацией для прелюдии Баха-Зилоти, в сонате для виолончели Ре мажор Брамса в финале использованы музыкальные цитаты из «Искусства фуги».
Многие композиторы успешно использовали разработанные Бахом жанры. Например, бетховенские вариации на тему Диабелли, прототипом которых являются «Гольдберг-вариации». «Хорошо темперированный клавир» явился родоначальником жанра цикла частей, написанных во всех тональностях. Примеров такого жанра множество, например 24 прелюдии и фуги Шостаковича, цикл из 24 прелюдий Шопена, отчасти Ludus tonalis Пауля Хиндемита.
Хоральная прелюдия «Ich ruf’ zu Dir, Herr Jesu Christ» (BWV 639) из Органной книжечки Баха в исполнении Леонида Ройзмана звучит в фильме Андрея Тарковского «Солярис» (1972).
Музыка Баха в числе лучших творений человечества записана на золотой диск «Вояджера».
По версии The New York Times Иоганн Себастьян Бах возглавил десятку самых великих композиторов всех времён и народов.

## Памятники Баху в Германии

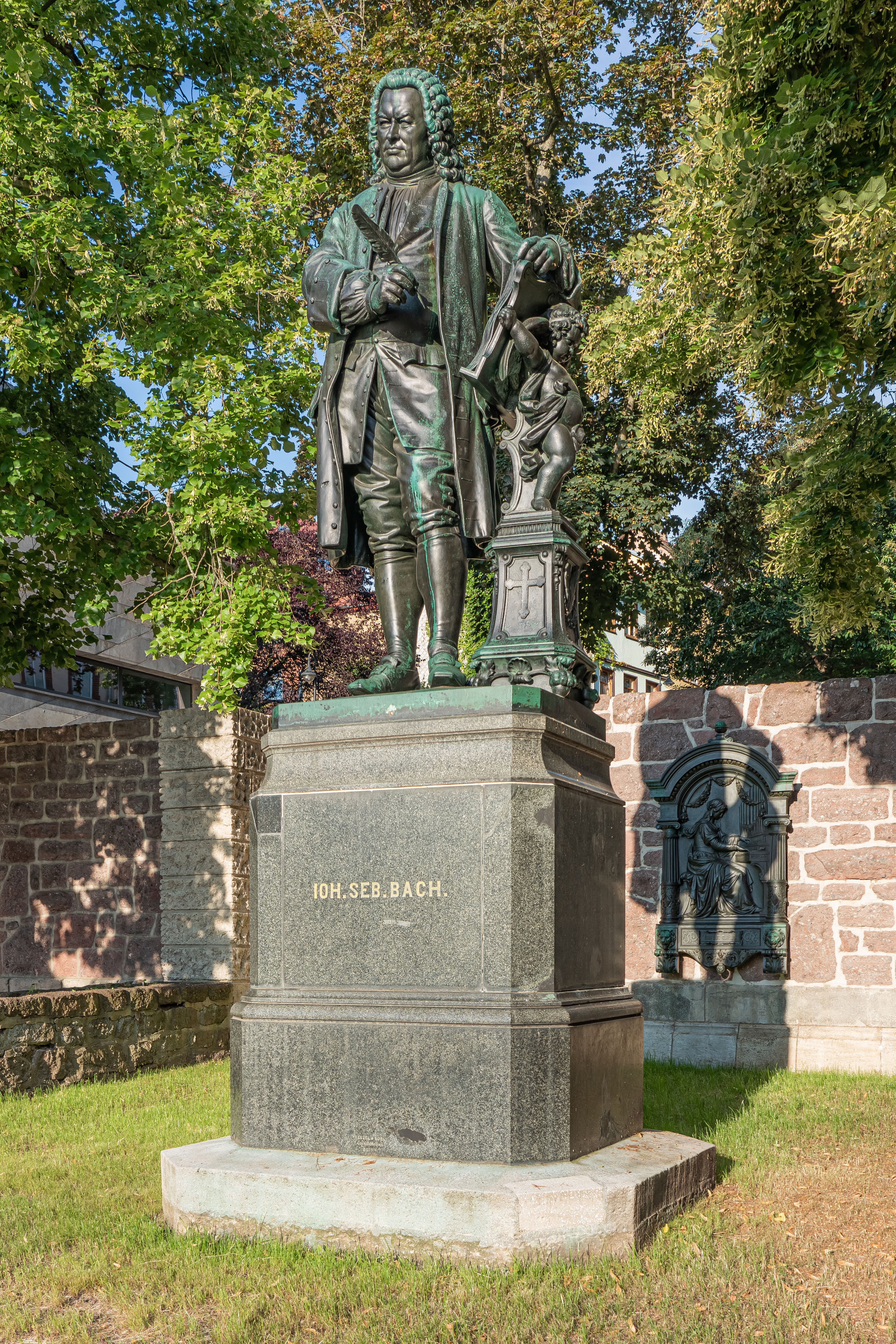
Памятник И. С. Баху в Эйзенахе, около его родного дома (ныне дом-музей Баха)

- Памятник в Лейпциге, воздвигнутый 23 апреля 1843 года Германом Кнауром по инициативе Феликса Мендельсона по чертежам Эдуарда Бендемана, Эрнста Ритшеля и Юлиуса Гюбнера.
- Бронзовая статуя на площади Frauenplan в Эйзенахе, спроектированная Адольфом фон Донндорфом, установлена 28 сентября 1884 года. Сначала стояла на Рыночной площади возле церкви Св. Георгия; 4 апреля 1938 года была перенесена на Frauenplan с укороченным пьедесталом.
- Памятник на площади Баха в Кётене, воздвигнут 21 марта 1885 года. Скульптор — Генрих Польман
- Бронзовая статуя работы Карла Зеффнера с южной стороны церкви Св. Фомы в Лейпциге — 17 мая 1908 года.
- Бюст работы Фрица Бена в монументе «Вальхалла» под Регенсбургом, 1916 год.
- Статуя работы Пауля Бирра при входе в церковь Св. Георгия в Эйзенахе, установлена 6 апреля 1939 года.
- Памятник арх. Бруно Эйермана в Веймаре, впервые установленный в 1950 году, затем на два года убранный и вновь открытый в 1995 году на площади Демократии.
- Рельеф в Кётене(1952 год). Скульптор — Роберт Пропф.
- Памятник около рынка Арнштадта, воздвигнут 21 марта 1985 года. Автор -Бернд Гёбель
- Деревянная стела работы Эда Гарисона на площади Иоганна Себастьяна Баха перед церковью Св. Власия в Мюльхаузене — 17 августа 2001 года.
- Памятник в Ансбахе, спроектированный Юргеном Гёртцем, установлен в июле 2003 года.

## Музыкальные фрагменты
- Токката и фуга ре-минор (Toccata et Fugue en ré mineur BWV565)о файле
- Концерт для клавира с оркестром ре минор, BWV 1052 (1) Allegroо файле
- Кантата BWV 140 (?), часть 1, хоро файле
- Фуга для органа соль минор, BWV 578о файле
- Бранденбургский концерт (Brandenburg concerto No. 4 in G, movement I (allegro, G major), BWV 1049)о файле
- Prelude from Prelude and Fugue in a minor, BWV 543о файле
- Prelude and Fugue in E-flat major BWV 552 (prelude)о файле
- Вторая часть 3-й оркестровой сюиты - Ария (Overture (Suite) No. 3 in D Major, BWV 1068: II. Air, "Air on G String")о файле

## Фильмы о И. С. Бахе
- Бах: Борьба за свободу (1995, реж. С. Гиллард, художественный)
- Иоганн Бах и Анна Магдалена («Il etait une fois Jean-Sebastien Bach») (2003, реж. Jean-Louis Guillermou, художественный)
- Иоганн Себастьян Бах (серия «Знаменитые композиторы», документальный)
- Иоганн Себастьян Бах (серия «Немецкие композиторы», документальный)
- Иоганн Себастьян Бах: жизнь и творчество, в двух частях (телеканал «Культура», Ю. Нагибин, документальный)
- Конкурс продолжается (1971, реж. Н. Хробко, телеспектакль)
- Меня зовут Бах (2003, реж. Dominique de Rivaz, художественный)
- Молчание перед Бахом (2007, реж. Пере Портабелья, художественный)
- Тщетное путешествие Иоганна Себастьяна Баха к славе (1980, реж. В. Викас, художественный)
- Возможная встреча (1992, реж. В. Долгачев, С. Сатыренко, телеспектакль по одноименной пьесе; в ролях: О. Ефремов, И. Смоктуновский, С. Любшин)
- Ужин в четыре руки (1999, реж. М. Козаков, телевизионный художественный; в роли Баха — Евгений Стеблов).
- Хроника Анны Магдалены Бах (1968, реж. Даниэль Юйе, Жан-Мари Штрауб, художественный, Г. Леонхардт)
- Bach Cello Suite #6: Six Gestures (1997, реж. Патриция Розема, художественный)
- Friedemann Bach (1941, реж. Трауготт Мюллер, Густаф Грюндгенс, художественный)
- Антон Иванович сердится (1941, реж. Александр Ивановский, художественный)
- Great Composers (BBC TV series) — Жизнь и творчество И. С. Баха, документальный (англ.)
- Иоганн Себастьян Бах («Johann Sebastian Bach») (1985, реж. Лотар Беллаг, телесериал, в заглавной роли Ульрих Тайн) (нем.)
- Johann Sebastian Bach — Der liebe Gott der Musik (серия «Die Geschichte Mitteldeutschlands», сезон 6, серия 3, реж. Lew Hohmann, документальный) (нем.)
- The Cantor of St Thomas’s (1984, реж. Colin Nears, художественный) (англ.)
- The Joy of Bach (1980, документальный) (англ.)